# Азелаиновая кислота
Азелаи́новая кислота (нонандиовая кислота) НООС(СН2)7СООН — двухосновная предельная карбоновая кислота. Обладает всеми химическими свойствами, характерными для карбоновых кислот. Соли и эфиры азелаиновой кислоты называются азелаинатами. При пиролизе её нерастворимых в воде солей (Ca, Mn) образуется циклооктанон.

## Получение
В промышленности азелаиновую кислоту получают из олеиновой или линолевой кислоты озонолизом или окислением HNO3, H2O2, Cr2O3, KMnO4 и др. При озонолизе (комнатная температура и нормальное давление) образуется озонид, подвергающийся при 75-120 °C термоокислительному разложению в среде монокарбоновой кислоты (например, пеларгоновой) с образованием азелаиновой кислоты и пеларгоновой кислоты:
Азелаиновая кислота вместе с другими кислотами также образуется при окислении парафинов.

## Свойства
- Температура декарбоксилирования 320—340 °C
- Энтальпия сгорания (ΔH0сгор) −4777 кДж/моль.

## Применение
Применяется в производстве полиамидов, полиэфиров и полиуретанов; алюминиевая соль азелаиновой кислоты — загуститель силоксановых смазок. Некоторые диэфиры азелаиновой кислоты входят в состав высококипящих жидких теплоносителей. Ди(2,7-диметилоктил)азелаинат — масло для диффузионных насосов. Полиэфиры на основе азелаиновой кислоты и этиленгликоля применяют при изготовлении бензо- и маслостойких трубопроводов, шлангов, электрошнуров. Эфиры азелаиновой кислоты с 2-этилгексанолом — компоненты смазок для поршневых и реактивных двигателей. Дибутил-, диизобутил-, ди(2-этилбутил)-, диизооктил- и ди(2-этилгексил)азелаинаты — морозостойкие пластификаторы ПВХ, эфиров целлюлозы, каучуков, компоненты морозостойких смазок.

### Применение в медицине
Препараты азелаиновой кислоты обладают бактериостатической активностью в отношении Propionibacterium acnes и Staphylococcus epidermidis, снижают выработку жирных кислот, способствующих возникновению акне. Уменьшают образование комедонов. Влияя на процесс ороговения клеток эпидермиса, подавляют рост и активность аномальных меланоцитов, вызывающих гиперпигментацию типа мелазмы. Оказывают противоугревое, депигментирующее действие. Помогает при легких солнечных ожогах, снимает покраснения и устраняет шрамы от прыщей.
Входит в состав кремов и гелей АкнеСтоп, Акне-Дерма, Азелекс (Azelex), Азогель, Азикс-Дерм (Azix-Derm), Финевин (Finevin), Финацея (Finacea), Скинорен (Skinoren), Скиноклир (Skinoklir) и других.